# Ben no naishi
Ben no naishi (jap. 弁内侍 Ben no naishi; ur. około 1220 w Kioto, zm. około 1270) – japońska poetka, tworząca w okresie Kamakura. Zaliczana do Trzydziestu Sześciu Mistrzyń Poezji.
Córka artysty i arystokraty Fujiwary no Nobuzane. Siostra poetek Sōhekimon-in no shōshō i Gofukakusa-in no shōshō no naishi oraz malarza Fujwary no Tametsugu. Na dworze cesarskim pojawiła się wraz z młodszą siostrą w 1246 jako dama dworu cesarza (wtedy jeszcze księcia) Go-Fukakusy. W 1259 opuściła dwór, a w 1265, po śmierci siostry Gofukakusa-in no shōshō no naishi i brata Tametsugu, została mniszką buddyjską. Ostatnie lata życia spędziła w pustelni u stóp Hiei niedaleko Kioto.
Literacka sława Ben no naishi rozpoczęła się od dworskich konkursów poetyckich, podczas których została zauważona przez eks-cesarza Go-Sagę. Wspólnie z siostrą Gofukakusa-in no shōshō no naishi zdobyła uznanie jako poetka tworząca rengę, a jej utwory znalazły się w Tsukubashū, pierwszej cesarskiej antologii rengi. W sumie czterdzieści siedem utworów jej autorstwa zostało opublikowanych w cesarskich antologiach poezji.